# Odell (Nebraska)
Odell – wieś w Stanach Zjednoczonych, w stanie Nebraska, w hrabstwie Gage.